# Synemon notha
Synemon notha is een vlinder uit de familie Castniidae. De soort komt voor in het Australaziatisch gebied.
De wetenschappelijke naam van de soort werd in 1877 gepubliceerd door John Obadiah Westwood.